# Хоботен плъх
Хоботните плъхове (Rhynchomys soricoides), наричани също земеровкови плъхове, са вид дребни бозайници от семейство Мишкови (Muridae).
Срещат се във влажните гори в планините в северната част на остров Лусон във Филипините. Хранят се главно с червеи, които намират в мокрите опадали листа по земята.